# Platforma Reîntregirii Naționale
Platforma Reîntregirii Naționale este o mișcare civică din Republica Moldova, lansată pe 29 martie 2025, la Chișinău, în Sala Unirii – locul unde deputații din Sfatul Țării au votat Unirea Basarabiei cu România la 27 martie/9 aprilie 1918. Platforma a fost fondată de un grup de intelectuali, semnatari ai Declarației de Independență a Republicii Moldova, istorici și profesori universitari – printre care se numără Valentin Dolganiuc, Alecu Reniță, Anatol Țăranu, Ion Hadârcă și Ion Negrei. Platforma urmărește formarea unei forțe politice unioniste pro-românești care să ia parte la alegerile parlamentare din 2025 pe lista Partidului Reîntregirii Naționale „ACASĂ”, formațiune politică condusă de Valentin Dolganiuc, ce pledează pentru Unirea Republicii Moldova cu România și care participă activ la proiectul Platforma Reîntregirii Naționale.
Potrivit Consiliului organizatoric al Platformei Reîntregirii Naționale, „un grup impunător de militanți pentru reîntregirea României și revenirea acasă a românilor de la est de Prut, care se regăsesc în Partidul Reîntregirii Naționale „Acasă”, asociații de profil, uniuni de creație, deputați din primul Parlament, votanți ai Declarației de Independență față de imperiul rusesc, compozitori și cântăreți, jurnaliști și scriitori, medici, istorici, profesori, ingineri” au decis, pe 22 februarie 2025, crearea acestei mișcări civice.

## Manifestul Reîntregirii Naționale
La ședința de lansare a Platformei, la care au participat peste 200 de persoane, a fost adoptat Manifestul Reîntregirii Naționale, act programatic ce prezintă țelurile noii mișcări civice. Manifestul Reîntregirii Naționale declară că „integrarea Republicii Moldova în spațiul românesc și, implicit european, devine obiectiv strategic de coeziune socială, de solidaritate și unitate națională, de civilizație și dezvoltare”, iar „securitatea adevărată și efectivă a Republicii Moldova poate fi asigurată doar prin participarea la structurile de securitate colectivă din spațiul european și cel euro-atlantic.” Manifestul respinge așa-numitul „moldovenism civic”, românofobia și eurofobia, se pronunță contra federalizării Republicii Moldova ca metodă de rezolvare a conflictului transnistrean.
Una dintre țintele strategice ale Platformei Reîntregirii Naționale este adoptarea unui tratat de relații speciale și frățietate între România și Republica Moldova. Obiectivele Platformei pot fi realizate doar de către o forță politică parlamentară „care reprezintă electoratul cu identitate românească asumată”; de aceea, Platforma urmărește crearea unui front electoral comun de orientare unionistă pro-românească. Manifestul se încheie cu fraza: „Doar unindu-ne între noi pe dimensiunea pro-românească, devenim o forță uriașă și putem înfăptui Idealul Unirii cu Țara-Mamă – România!”